# Großer Fallstein (Naturschutzgebiet)
Koordinaten: 52° 0′ 36″ N, 10° 44′ 6″ O
Der Große Fallstein ist ein Naturschutzgebiet in der Stadt Osterwieck im Landkreis Harz in Sachsen-Anhalt.
Das Naturschutzgebiet mit dem Kennzeichen NSG 0029 ist 70,84 Hektar groß. Es ist Bestandteil des FFH-Gebietes „Fallsteingebiet nördlich Osterwieck“ und vollständig vom Landschaftsschutzgebiet „Waldgebiet des Fallstein“ umgeben. Das Gebiet steht seit dem 1. Mai 1961 unter Schutz. Zuständige untere Naturschutzbehörde ist der Landkreis Harz.
Das Naturschutzgebiet liegt nordöstlich von Osterwieck im Großen Fallstein. Es stellt die Waldbereiche auf der Kuppe des Hohen Fallsteins und der in nordöstliche Richtung exponierten Hanglage unter Schutz. Auf dem aus Muschelkalk gebildeten Höhenzug stockt auf flachgründigen Tonböden ein Waldmeister-Buchenwald, der in einen Buchenmischwald und in tieferen Lagen in einen Eichen-Hainbuchenwald übergeht. Auf der Kuppe des Hohen Fallsteins dominiert die Rotbuche. Daneben stocken hier auch Gewöhnliche Esche, Bergahorn und Gewöhnliche Traubenkirsche. Die Krautschicht wird von Waldschwingel dominiert. Auch Rasenschmiele, Knotenbraunwurz und Waldsegge sind zu finden. Kleinflächig wachsen auch Gewöhnlicher Frauenfarn und Gewöhnliche Goldnessel.
In den Bereichen, in denen Mischwälder stocken, wachsen Rotbuche, Traubeneiche, Hainbuche, Sommer- und Winterlinde sowie Vogelkirsche. Hier wird die Strauchschicht u. a. von Gewöhnlicher Seidelbast und die Krautschicht u. a. von Waldgerste, Wald-Flattergras, Leberblümchen, Echtem Lungenkraut und Märzenbecher gebildet.
Das Naturschutzgebiet ist u. a. Lebensraum für verschiedene Greifvögel, darunter der Rotmilan. Auch die Waldschnepfe kommt hier vor.